# Svoboda, Putîvl
Svoboda (în ucraineană Свобода) este un sat în comuna Nova Sloboda din raionul Putîvl, regiunea Sumî, Ucraina.

## Demografie
Componența lingvistică a localității Svoboda
     Rusă (100%)
Conform recensământului din 2001, toată populația localității Svoboda era vorbitoare de rusă (100%).